# District de Mayenne
Le district de Mayenne est une ancienne division territoriale française du département de la Mayenne de 1790 à 1795.
Il était composé des cantons de Mayenne, Alexain, Ambrières, Baix, Champeon, Chantrigné, Fraimbault sur Pisse, Georges Buttavant, Grazay, Martigné, Oisseau et Ouen des Oyes.

## Galerie

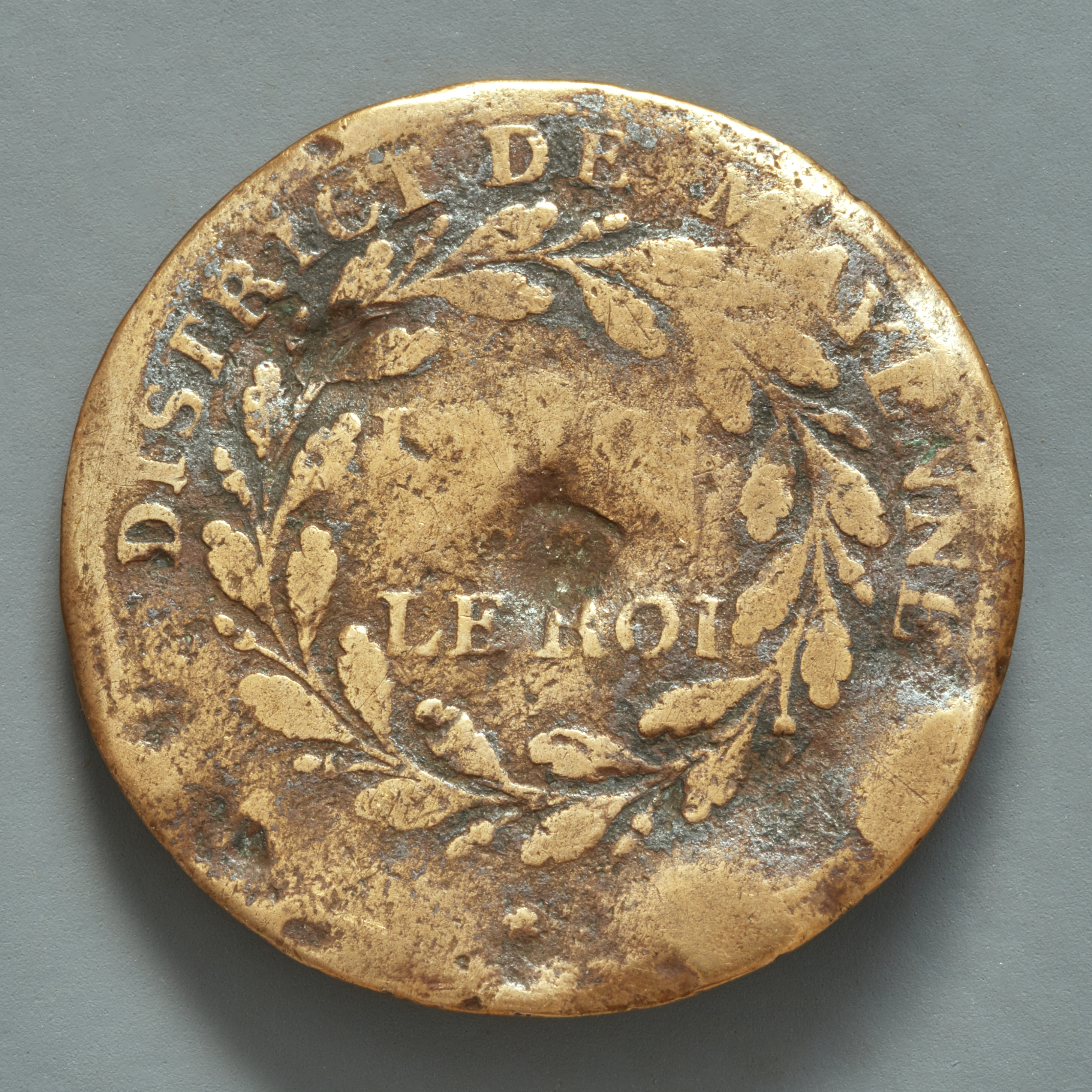
Bouton (musée Carnavalet)